# Campylopus crispatus
Campylopus crispatus är en bladmossart som först beskrevs av Brotherus och C. Müller, och fick sitt nu gällande namn av Brotherus in Paris 1900. Campylopus crispatus ingår i släktet nervmossor, och familjen Dicranaceae. Inga underarter finns listade i Catalogue of Life.